# Нузи

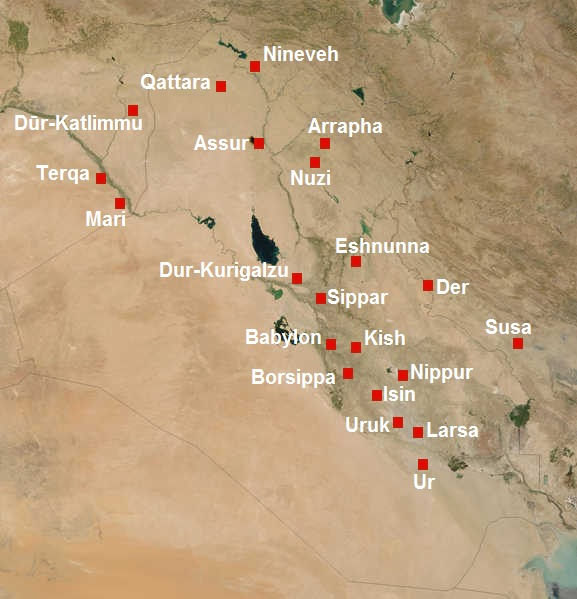
Древняя Месопотамия

Ну́зи (Нузу, Гасур) — древний город в Верхней Месопотамии, к востоку от реки Тигр.

## Гасур
Вероятно город был основан на рубеже 4-го и 3-го тысячелетий до н. э. как отдалённая колония Шумера (Нижняя Месопотамия). С 3-го по середину 2-го тысячелетий до н. э. именовался Гасур. В 3-м тысячелетии до н. э. имел смешанное население (шумеры, аккадцы и носители прототигридских языков). Долго оставался торговым форпостом посреднической торговли по направлениям север — юг (по Месопотамии) и восток — запад (Иран — долина Евфрата). К началу 2-го тысячелетия до н. э. полностью аккадизировался по языку, главный торговый партнёр того времени — город Ашшур на Тигре.

## Нузи
Около XVII—XVI веков до н. э. город захватили хурриты, переименовав его в Нузи (Нузу). Входил в государство Аррапхэ. Наряду с недалеко расположенным Ал-илани (совр. Киркук) в городе имелась гарнизонная крепость, и он мог быть запасной столицей царства. В городе найдены многочисленные клинописные таблички частных и царских архивов, датируемые XVI—XV веками до н. э. (см. en:Nuzi texts). С XIV века до н. э. Вавилония и Ассирия превращают Аррапхэ в арену своих сражений, Нузи разграблен.

## Раскопки. Иорган-тепе
На месте древнего города сейчас располагается поселение Иорган-тепе в современном Ираке.